# Ceroferář

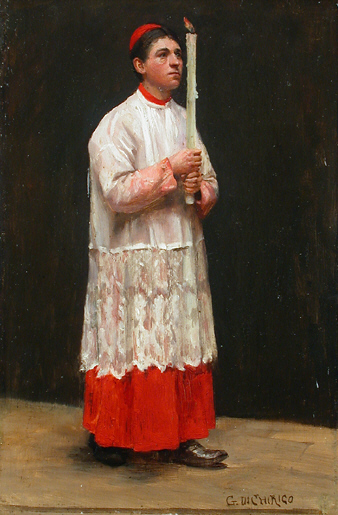
Ceroferář (obraz Giacoma Di Chirica)

Ceroferář neboli světlonoš je ministrant, který při bohoslužbách nosí rozsvícenou svíčku. Při vstupním průvodu jdou dva ceroferáři vedle krucifera nesoucího procesní kříž (každý z jedné strany). Ceroferář dále v liturgickém průvodu doprovází Nejsvětější svátost oltářní, ostatky světců či evangeliář.